# Shredder (Schachprogramm)

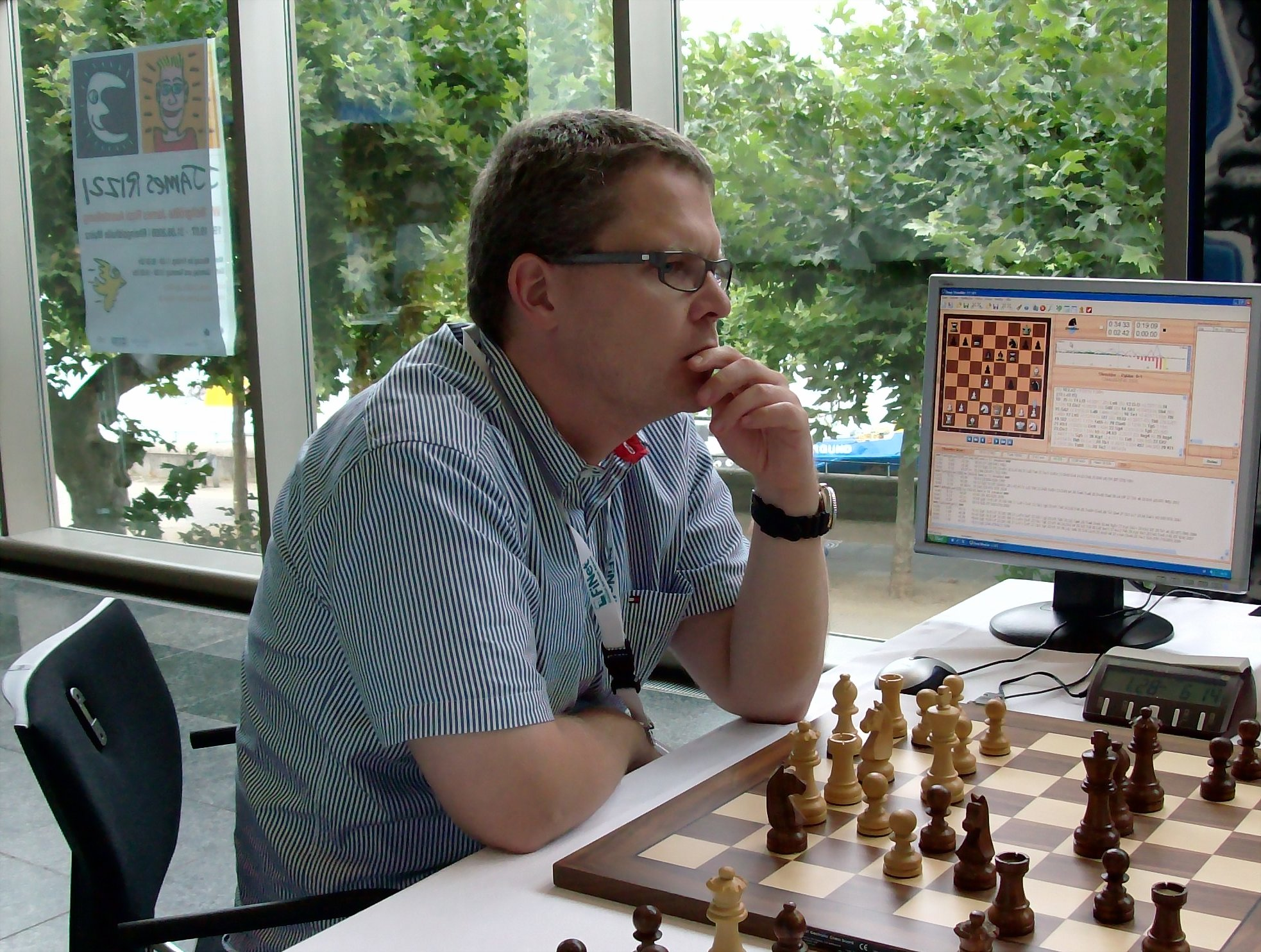
Stefan Meyer-Kahlen, Programmierer von Shredder

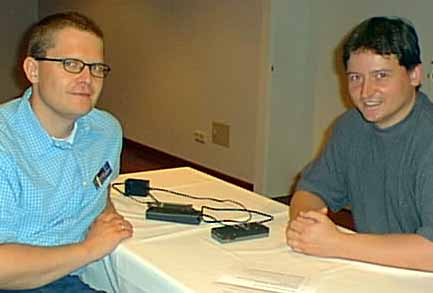
Stefan Meyer-Kahlen und Axel Fritz, Chess Classic 2001, wo Pocket antrat.

Shredder ist ein Schachprogramm, welches seit 1992 kontinuierlich von Programmierer Stefan Meyer-Kahlen aus Düsseldorf weiterentwickelt wird. Ab 1996 konnte das Programm in unterschiedlichen Kategorien bisher 13 Mal den Titel eines Computerschachweltmeisters erringen.

## Erfolge
- 1996 Mikrocomputerschachweltmeister in Jakarta
- 1999 Mikrocomputerschachweltmeister in Paderborn
- 1999 Computerschachweltmeister in Paderborn[2]
- 2000 Mikrocomputerschachweltmeister in London
- 2001 Mikrocomputerschachweltmeister Single CPU in Maastricht
- 2002 Blitzschach-Computerschachweltmeister in Maastricht
- 2003 Computerschachweltmeister in Graz
- 2003 Blitzschach-Computerschachweltmeister in Graz
- 2004 Blitzschach-Computerschachweltmeister in Tel Aviv
- 2005 Blitzschach-Computerschachweltmeister in Reykjavík
- 2006 Chess960-Computerweltmeister in Mainz
- 2007 Blitzschach-Computerschachweltmeister in Amsterdam
- 2010 Software Computerschachweltmeister in Kanazawa
- 2013 Blitz Computerschachweltmeister in Yokohama
- 2015 Software Computerschachweltmeister in Leiden
- 2017 Software Computerschachweltmeister in Leiden

Dazu kommen noch weitere Siege und Spitzenplatzierungen bei bedeutenden Computerschachturnieren wie der International Paderborn Computer Chess Championship (IPCCC).
Das Programm, derzeit in Version 13 für Windows, Linux und macOS, wird mit eigenem GUI vom Autor selbst vertrieben. Version 12 wird (nur für Windows) auch von der Firma ChessBase verkauft. Es gibt jeweils eine Version für Einzel- und Mehrprozessorsysteme, letztere wird Deep Shredder genannt. Das Eröffnungsbuch wurde von dem italienischen Eröffnungsexperten Sandro Necchi erstellt und auf die Spielweise von Shredder abgestimmt. Eine Besonderheit des Programms ist die Unterstützung der sogenannten Shredderbases, auf 157 MB komprimierte Endspieldatenbanken aller Drei- bis Fünfsteiner. Diese können ins RAM geladen werden, was den Zugriff erheblich beschleunigt.
Eine Programmversion von Shredder für Windows Mobile ist unter dem Namen Pocket Shredder erhältlich. Seit September 2006 gibt es unter dem Namen Shredder Mobile auch eine Version für Smartphones. Shredder ist auch in einer HD-Fassung für das iPad verfügbar.

## Namensgebung
Laut Aussage des Programmautors Stefan Meyer-Kahlen stammt der Name Shredder nicht vom bekannten Aktenvernichter ab. Beim Surfen bezeichnet man das Durchfahren gewisser Wellen als „Shreddern“. Davon sei der Name des Programms abgeleitet worden.

## FRC-Sonderversion
2005 erschien eine Shredder 9 FRC-Version. Mit dem neuen Shredder definierte der Autor ein FRC-UCI-Protokoll und stellte auch gleich noch fischerschachfähige FEN und PGN vor, die von anderen vorher definierten Notationen abweicht.